# 霍赫普拉特山 (阿默高山脈)
47°33′11″N 10°50′36″E / 47.55306°N 10.84333°E

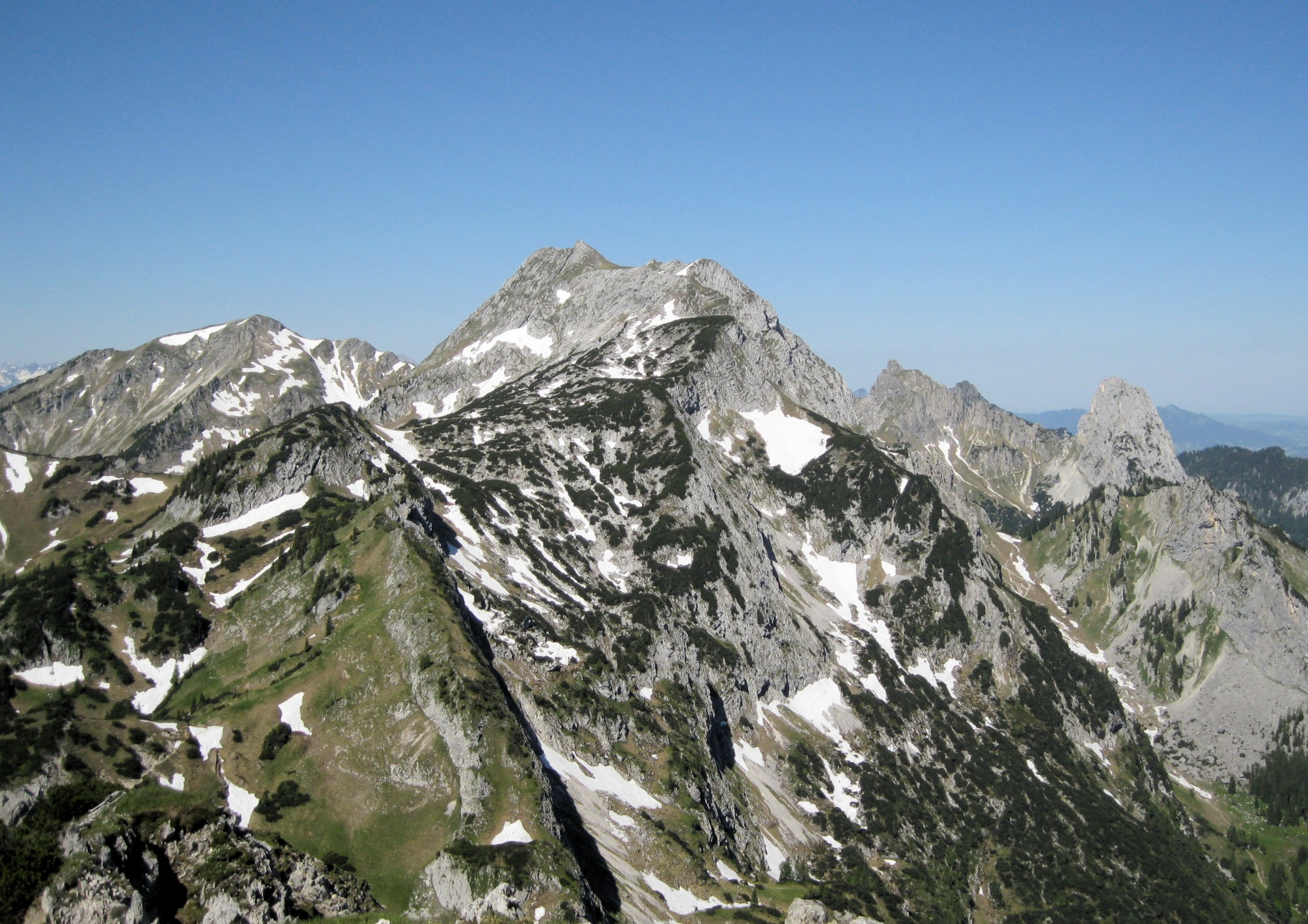

霍赫普拉特山（德語：Hochplatte），是德國的山峰，位於該國東南部，由巴伐利亞負責管轄，屬於阿爾高阿爾卑斯山脈的一部分，距離蓋爾山4.3公里，海拔高度2,082米，每年平均降雨量1,758毫米。